# Golf de la Bruyère
De Golf de la Bruyère is een Belgische golfclub in Sart-Dames-Avelines in Waals-Brabant.
De club beschikt over een 18 holesbaan en een 9 holesbaan. Het golf ligt in een glooiend landschap rond het 'Château de la Ferme de la Bruyére'. In dit voormalige leengoed van de abdij van Villers in Villers-la-Ville bevindt zich nu het clubhuis.
De baan ligt op de grens van de provincies Brabant en Henegouwen, bovenaan de bekkens van de Samber en de Schelde.